# Škoda 100
O Škoda 100 e o Škoda 110 foram duas variações de um automóvel com motor traseiro e tração traseira que foi produzido pela montadora tchecoslovaca AZNP em Mladá Boleslav de 1969 a 1977. Eles foram os sucessores do Škoda 1000 MB e do Škoda 1100 MB. Com um total de 1.079.798 unidades produzidas nos seus oito anos de produção, a série Škoda 100/110 foi o primeiro automóvel Škoda a ultrapassar um milhão em números de produção. Os motores eram de 1,0 litro (Škoda 100) e 1,1 litro (Škoda 110), respectivamente. O derivado cupê Škoda 110 R (1970–1980) tinha um estilo semelhante ao Porsche da época, mas com preço e desempenho muito mais baixos. O 120 S e o 130 RS eram carros Sport/Rallye, produzidos em pequenas quantidades.

## Galeria

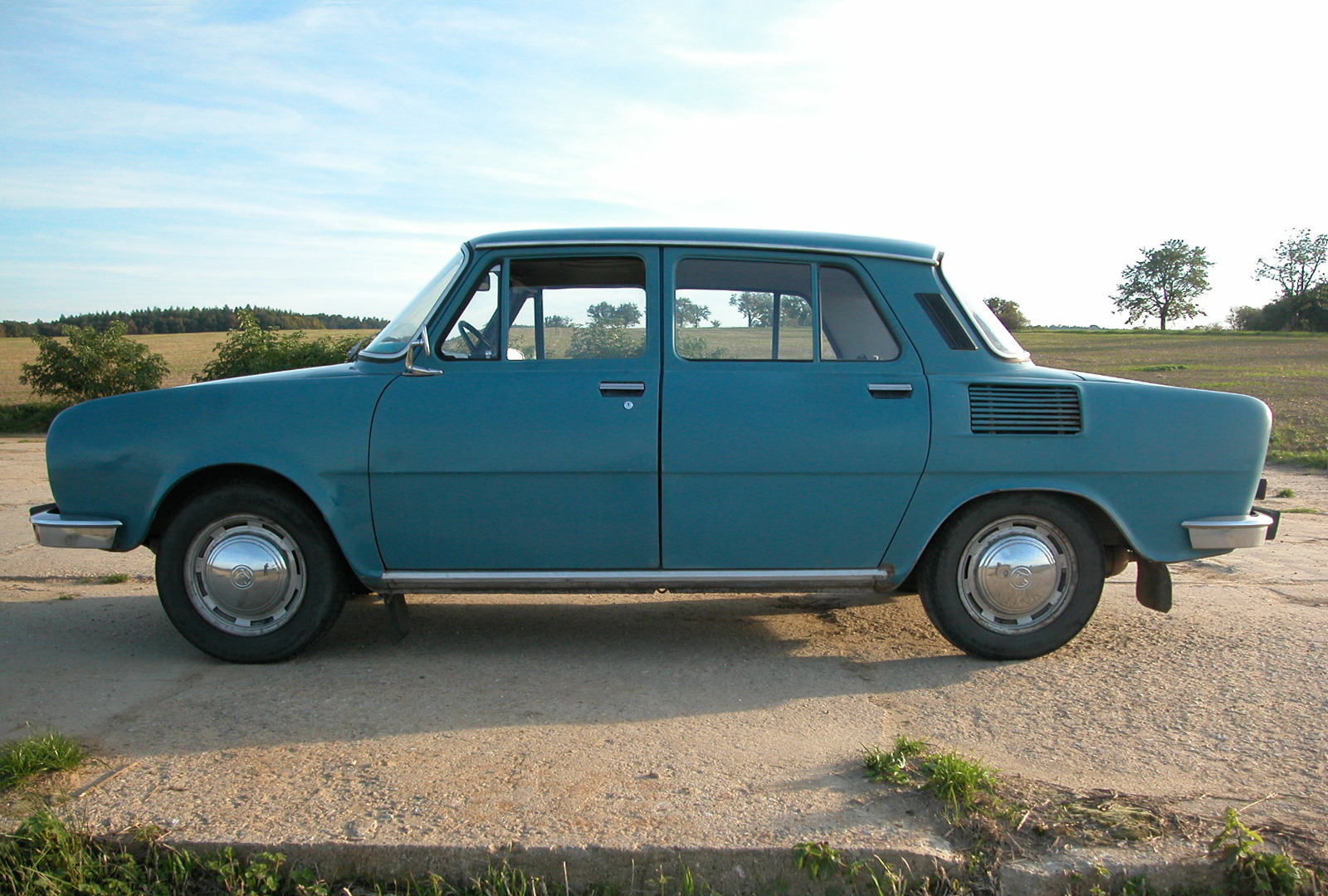
Škoda 100 L
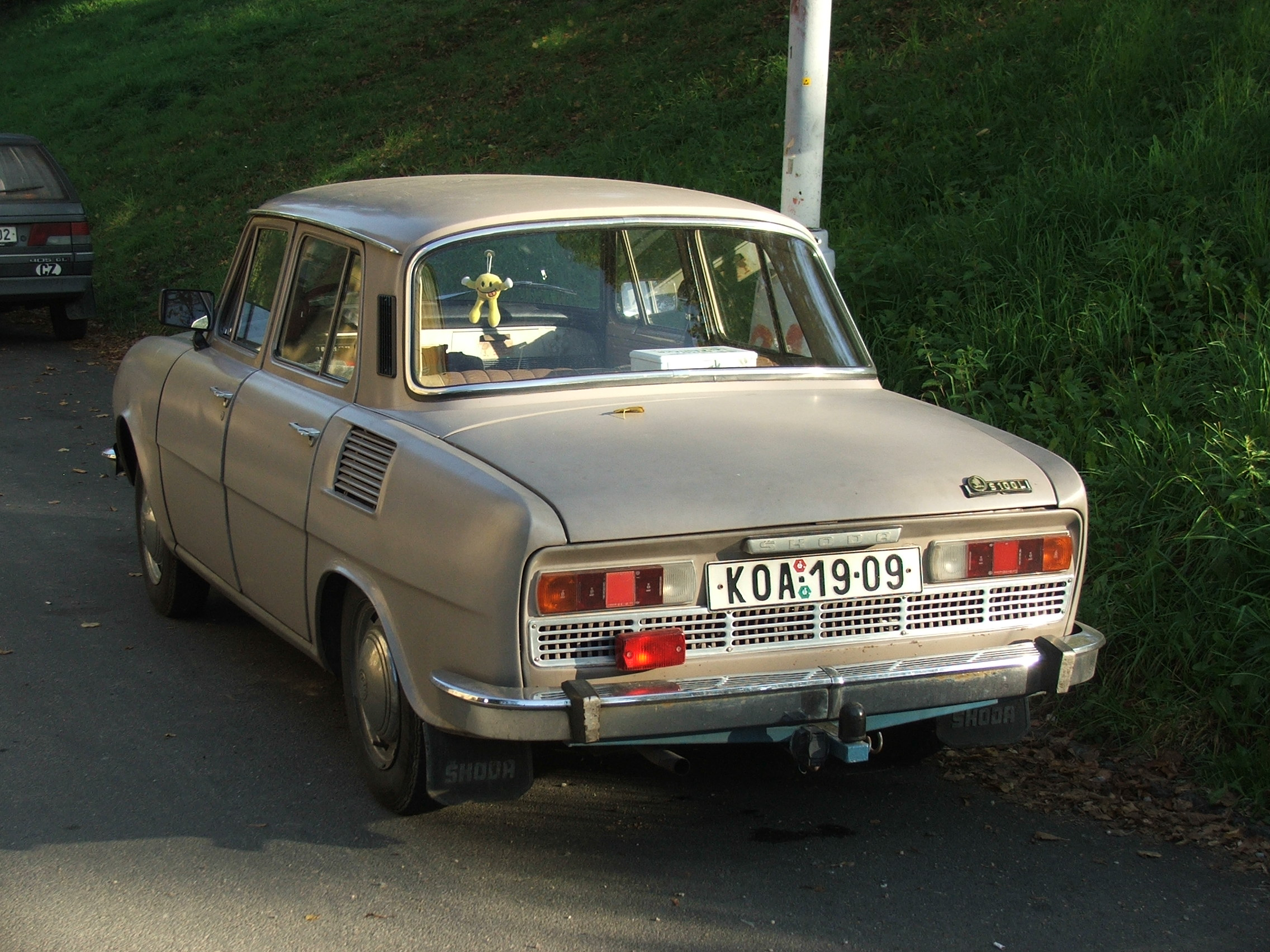
Škoda 100 L
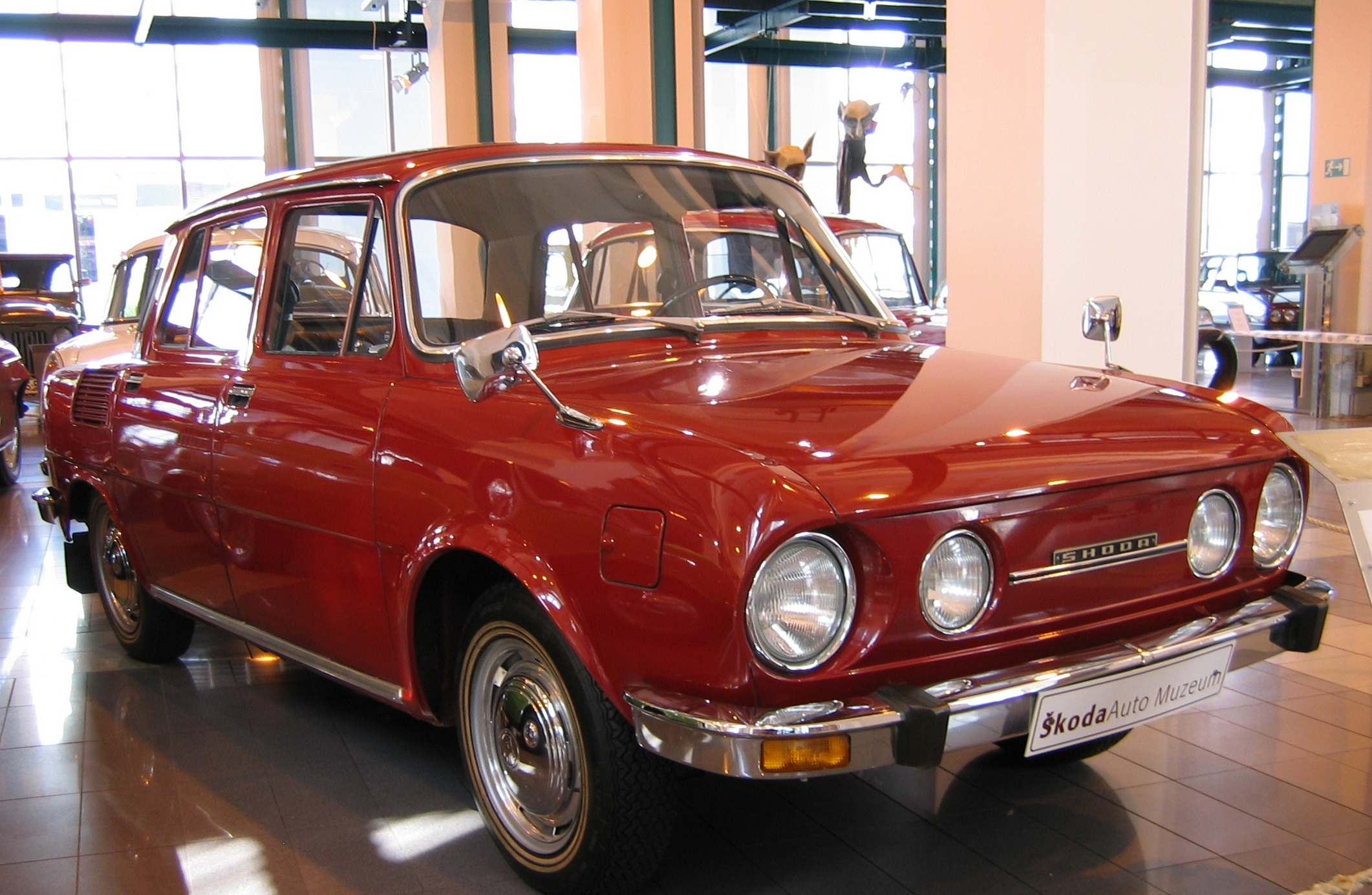
Škoda 110 LS
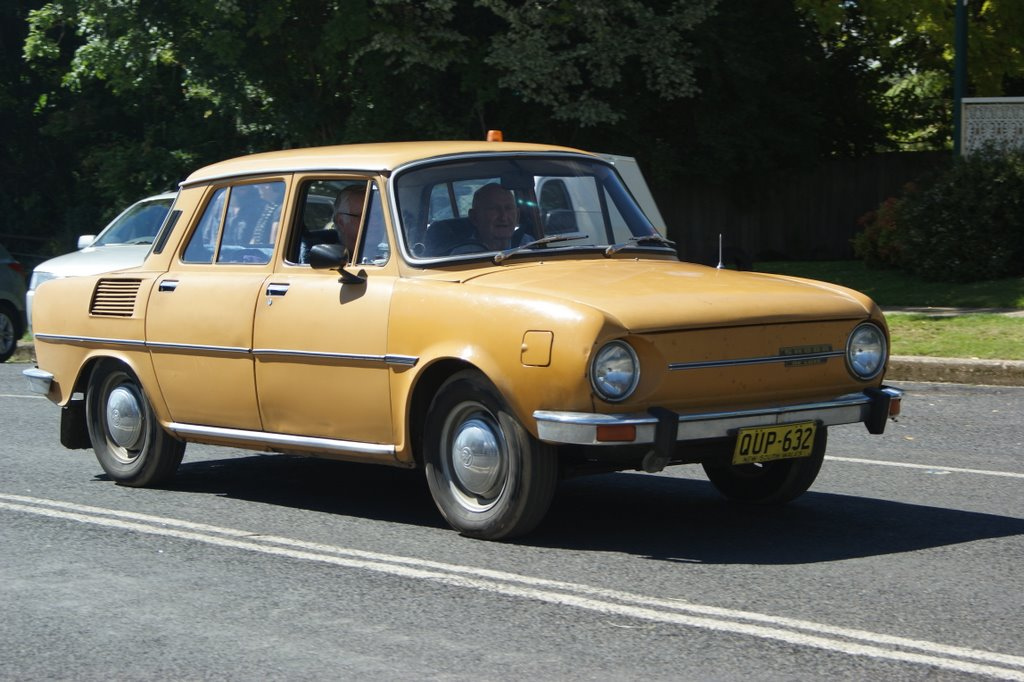
Škoda 110 L
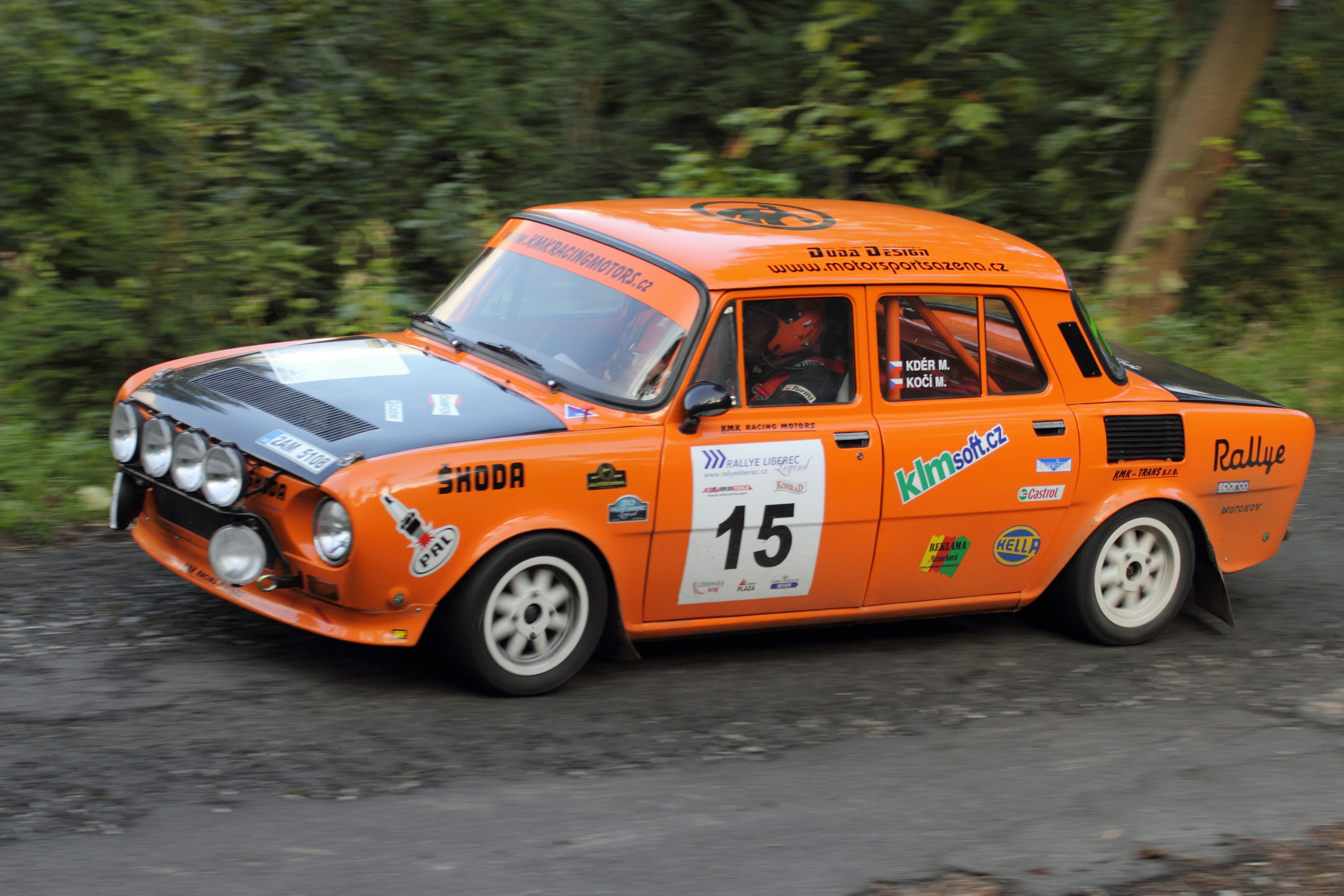
Škoda 120 S Rallye

## Números de produção
| Modelos      | Anos de produção | Unidades feitas |
| ------------ | ---------------- | --------------- |
| Škoda 100    | 1969–1977        | 602.020         |
| Škoda 100 L  | 1969–1977        | 217.767         |
| Škoda 110 L  | 1969–1976        | 219.864         |
| Škoda 110 LS | 1971–1976        | 40.057          |
| Škoda 110 R  | 1970–1980        | 56.902          |
| Škoda 120 S  | 1971–1974        | 100             |
| Škoda 130 RS | 1977–1982        | 65              |